# Adrien Papillaud
Pour les articles homonymes, voir Papillaud.
Adrien-Benjamin Papillaud, né à Néré (Charente-Maritime) le 15 octobre 1866 et mort à Paris le 9 mai 1909 dans le 16e arrondissement de Paris, est un journaliste français de la fin du XIXe siècle et du début du XXe siècle.

## Biographie
Adrien-Benjamin Papillaud est le fils de Benjamin Papillaud, un propriétaire habitant au hameau de la Fontaine à Néré. Son grand-père, Germain Papillaud, est un fervent bonapartiste, à l'instar de nombreux Charentais.
Adrien entame ses études au collège de Saint-Jean-d'Angély et les poursuit au lycée de Poitiers où il se lie durablement d'amitié avec Edgard Combes, fils du maire de Pons et futur président du conseil Émile Combes.
Après son service militaire, il s'établit à Paris et y commence une carrière de journaliste en 1890. Collaborateur de l'hebdomadaire satirique Le Pilori pendant moins de deux ans, il rejoint dès 1892 l'équipe de La Libre Parole, un nouveau journal fondé par le polémiste antisémite Édouard Drumont. Papillaud y est chargé des informations politiques et du courrier parlementaire. Ses articles lui valent des procès en diffamation ainsi que huit duels, notamment contre son confrère Paschal Grousset et contre les parlementaires Paulmier et Delpech. Certains affrontements sont moins chevaleresques : en 1896, il crache au visage du sénateur Garran de Balzan, qui lui avait administré un coup de pied au derrière.
Papillaud est le premier journaliste à avoir écrit sur l'affaire Dreyfus. Informé de l'arrestation d'Alfred Dreyfus par un contact anonyme (peut-être membre de l'état-major), il y fait allusion dans un entrefilet dès le 29 octobre 1894, permettant ainsi à La Libre Parole de lancer la campagne de presse contre l'officier juif. Probablement conscient dès 1898 qu'Esterhazy est le véritable auteur du bordereau attribué à Dreyfus, ce dont il se serait ouvert à Jaurès avant de se rétracter, Papillaud reste néanmoins longtemps fidèle à la ligne antidreyfusarde et antisémite de son journal, malgré ses liens personnels avec de nombreux dreyfusards. Or, à l'issue de l'affaire en 1906, il paraît complètement désabusé et a le sentiment de s'être fait manipuler, principalement par le général Mercier, qui a été incapable de produire des preuves solides contre Dreyfus.
Affichant une sensibilité politique antimaçonnique et bonapartiste (notamment dans un ouvrage complotiste sur la mort du Prince impérial), Papillaud est candidat à plusieurs reprises aux élections mais n'est jamais élu. Sa première tentative, à l'occasion des législatives de 1893, est peu concluante. Se présentant dans la circonscription de Melle (Deux-Sèvres) comme « révisionniste plébiscitaire », il ne remporte que 6.871 voix, contre 11.797 au député radical sortant, Léopold Goirand, que le journaliste avait vainement tenté de rattacher au scandale de Panama et qui est réélu dès le premier tour. Lors des législatives de 1902, Papillaud se présente dans la 2e circonscription de Saint-Denis (Saint-Denis-Aubervilliers) comme « républicain nationaliste », même si la presse de gauche doute de la sincérité du premier épithète. Malgré le soutien financier du Comité national antijuif de Drumont, Papillaud n'obtient que 3.133 voix, arrivant troisième à l'issue du premier tour, derrière le député socialiste sortant, Albert Walter (7.796 voix) et le maire radical de Saint-Denis, Thivet-Hauctin (4.708 voix). Ce dernier ne s'étant pas maintenu, Papillaud est largement battu au second tour, avec 3.098 voix contre 10.165 à Walter.
Après ces élections, Combes accède à la présidence du conseil et son fils Edgar est nommé secrétaire général du ministère de l'Intérieur. L'amitié d'Edgar Combes avec Papillaud, ainsi que les liens entretenus par celui-ci avec Rouanet, Caillaux, Viviani ou encore avec le magistrat Atthalin, ont constitué de précieuses sources d'informations pour La Libre Parole et ont fait du journaliste un intermédiaire fréquent entre Drumont et les milieux ministériels. Jules Guérin, qui reprochait à Papillaud son entente avec les dreyfusards, suspectait celui-ci de toucher une partie des fonds secrets. Il l'a également présenté comme complice d'une tentative de chantage lors de l'affaire dite du « million des chartreux » de Fourvoirie (1904), lors de laquelle il est entendu par la Justice mais disculpé par un témoin-clé. Papillaud est également impliqué dans l'affaire Duez (1910). Par l'intermédiaire de Mme de Varinay (future Mme Bernain de Ravisi), il aurait soutiré 30.000 ou 80 000 francs à Émile Duez en échange de la promesse de faire cesser la campagne de presse contre le malhonnête liquidateur des congrégations. Rapportés en 1910, quelques mois après la mort du journaliste, ces faits n'ont pas été prouvés,.
Souffrant d'une grave maladie, Adrien Papillaud meurt à l'âge de 42 ans, laissant sans ressources son épouse et ses deux enfants, Georges et Marthe. Ses obsèques ont lieu le 12 mai 1909 en l'église Notre-Dame-de-Grâce-de-Passy mais il est inhumé dans son village natal de Néré.
L'historien Bertrand Joly juge sévèrement Papillaud, qu'il qualifie de « journaliste véreux » et qu'il présente comme un « joueur invétéré », un maître-chanteur et un probable indicateur de police.